# Gymnoscelis expedita
Glaucoclystis expedita là một loài bướm đêm trong họ Geometridae.